# Kalomira

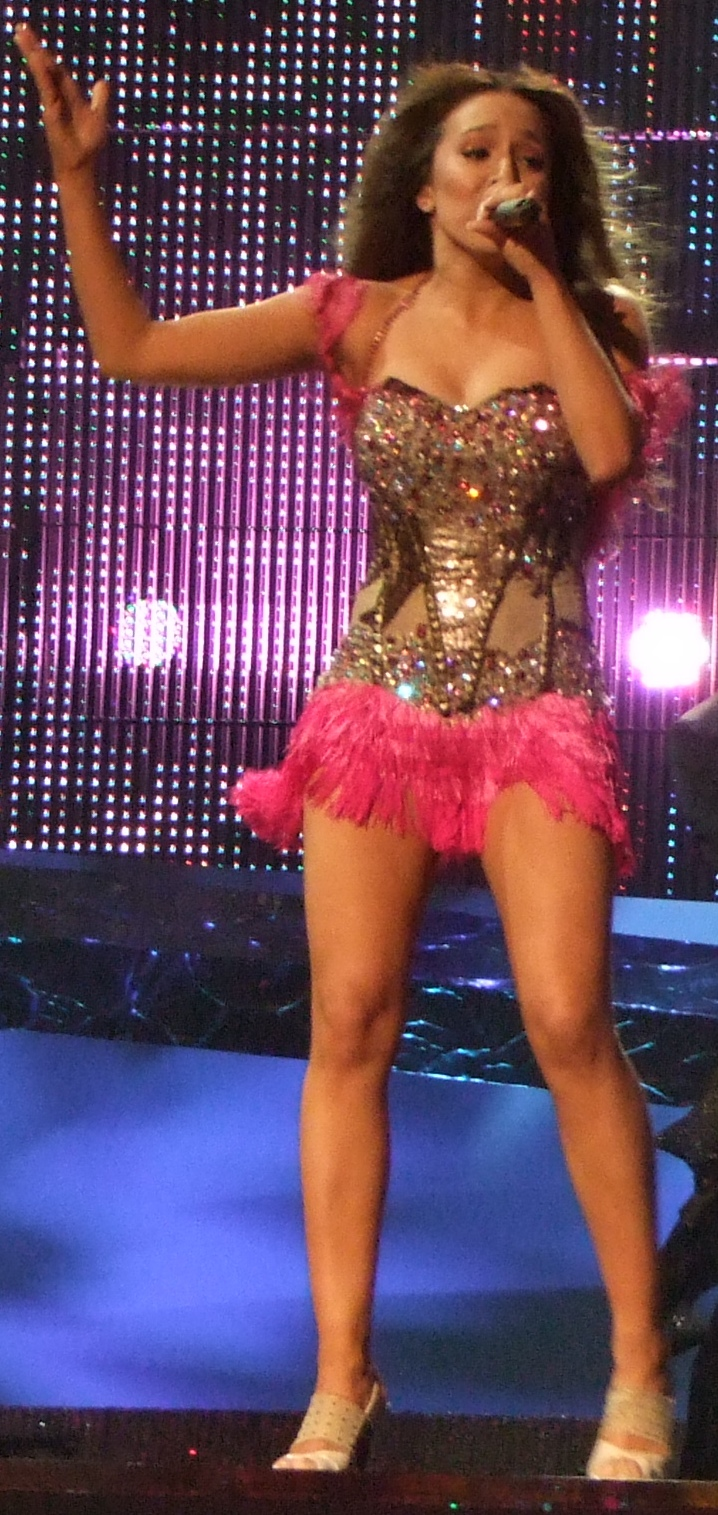
Kalomira im Halbfinale des Eurovision Song Contest 2008

Kalomira (griechisch Καλομοίρα, * 31. Januar 1985 in West Hempstead, New York; eigentlich Marie Carol Sarantis), alternative Transkription Kalomoira, ist eine griechisch-amerikanische Sängerin. Sie vertrat Griechenland beim Eurovision Song Contest 2008 in Belgrad.

## Leben
Kalomira wurde 1985 als Marie Carol Sarantis im US-Bundesstaat New York geboren. Die Tochter zweier griechisch-amerikanischer Restaurantbesitzer wuchs in Nassau County gemeinsam mit ihrer Schwester auf. Schon in ihrer Jugend begeisterte sich Kalomira für die Musik. So spielte sie neun Jahre lang Bratsche und erschien in schuleigenen Theater- und Musicalinszenierungen, in denen sie sang und tanzte. Ersten Erfolg ebnete der „Homecoming Queen“ ihrer High School ein zweiter Platz bei einem Musikwettbewerb des lokalen Radiosenders WBLI Radio. Kleine Auftritte in Fernsehshows schlossen sich an, wo Sarantis neben bekannten amerikanischen Künstlern wie Jessica Simpson oder LL Cool J auftrat. Später studierte sie ein Semester an der renommierten Adelphi University in ihrer Heimatstadt.
Der Durchbruch als Musikerin stellte sich für Sarantis im Alter von 19 Jahren ein, als sie in New York City an dem Auswahlverfahren zur Castingshow Fame Story 2 teilnahm, der griechischen Version von Fame Academy. Obwohl sie nur Englisch sprach, wurde sie unter zweihundert Teilnehmern ausgewählt und ging nach Griechenland. Dort wurde Sarantis durch die dreimonatige Castingshow einem breiten Fernsehpublikum bekannt und interpretierte sowohl Songs von griechischen Interpreten wie Marinella als auch internationalen Künstlern, darunter Barbra Streisand (Woman in Love), Madonna (La Isla Bonita) und Britney Spears (Oops!… I Did It Again). Mit einem griechischen Song und dem Madonna-Titel Express Yourself konnte Sarantis schließlich das mit 200.000 Euro dotierte Finale von Fame Story 2 für sich entscheiden.
Dem Sieg bei Fame Story 2 folgte ein Plattenvertrag mit dem griechischen Label Heaven Music, sowie das erste Album Kalomira (2004), betitelt nach der griechischen Variante ihrer Vornamen Marie Carol, unter dem sie seitdem auftritt. Für das Album, das sowohl griechische als auch englischsprachige Titel enthielt, erhielt die Sängerin eine Goldene Schallplatte und einen Preis als beste Nachwuchssängerin. Eine Tournee in Griechenland mit den übrigen Casting-Kandidaten, sowie die Zusammenarbeit mit so bekannten griechischen Künstlern wie Despina Vandi, Elli Kokkinou oder Constantinos Christoforou folgten. Ein Jahr später veröffentlichte Kalomira ihr zweites Album Pezeis? (Παίζεις; 2005), bei denen sie an Texten und Musik mitbeteiligt war. 2006 folgte ihr drittes Album I Kalomira pai sinema (Η Καλομοίρα πάει σινεμά), das modernisierte Musikstücke aus klassischen griechischen Filmen enthält.
Ende des Jahres 2007 wählte der staatliche griechische Rundfunksender ERT Kalomira als offizielle Kandidatin für den griechischen Vorentscheid zum Eurovision Song Contest 2008 (ESC) in Belgrad aus. Mit der englischsprachigen R&B-Nummer Secret Combination, aus dem gleichnamigen 2008 erscheinenden Album, gewann sie das Finale am 27. Februar 2008 gegen Kostas Martakis und die Sängerin Chrispa, bei dem das gemischte Votum einer Jury und der Fernsehzuschauer den Sieger kürte. Eine Tour durch mehrere europäische Länder schloss sich Kalomiras Sieg an, ehe sie am 20. Mai 2008 als letzte Kandidatin des ersten Halbfinales des Eurovision Song Contests in Belgrad auftrat. Dort gelang es ihr, sich unter die beliebtesten zehn Beiträge zu platzieren, was den Einzug in das vier Tage später stattfindende ESC-Finale bedeutete, wo sie hinter dem russischen Sieger Dima Bilan und der Ukrainerin Ani Lorak den dritten Platz belegte.
Neben der musikalischen Karriere trat sie in der Vergangenheit auch als Moderatorin in Erscheinung. Als Schauspielerin war sie unter anderem in der griechischen Fernsehserie I Lampsi (2004) zu sehen.
Am 26. September 2010 heiratete sie George Bousalis in der Saint Paul Greek Orthodox Cathedral in Hempstead, New York. Am 14. Dezember 2012 brachte sie männliche Zwillinge zur Welt. Am 21. Juli 2016 brachte sie ihre Tochter zur Welt.

## Diskografie

### Alben
- 2004: Kalomira (Καλομοίρα)
- 2005: Pezeis? (Παίζεις;)
- 2006: I Kalomira pai sinema (Η Καλομοίρα πάει σινεμά)
- 2008: Secret Combination

### Singles
- 2005: Ki olo perimeno (Κι όλο περιμένω)
- 2006: Gine mazi mou Pedi (Γίνε μαζί μου παιδί)
- 2008: Secret Combination
- 2010: Please Don’t Break My Heart